# Juan Araneta

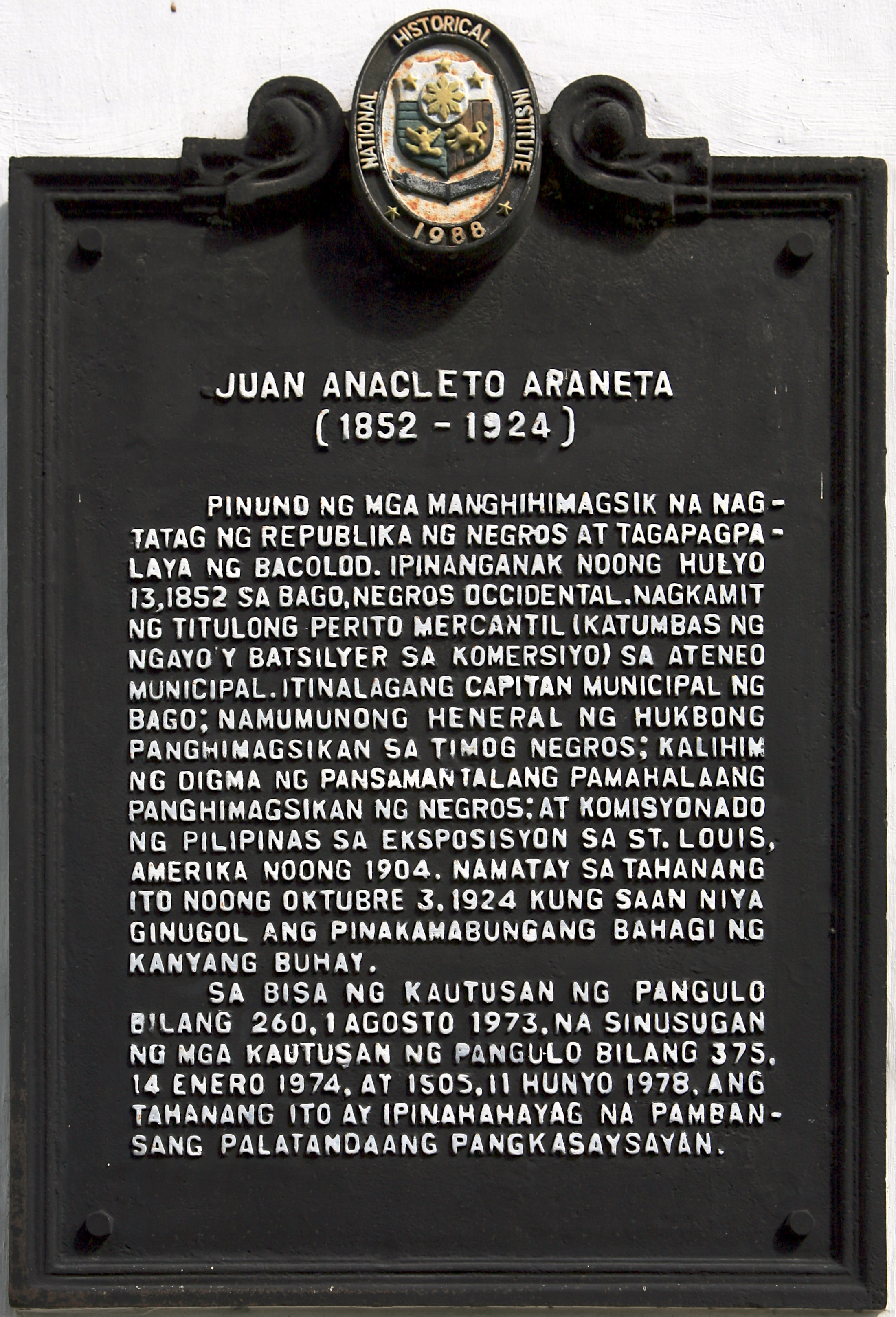
Gedenkplaat

Juan Araneta (Molo, 13 juli 1852 - 3 oktober 1924) was een Filipijns industrieel, suikerplantagehouder en revolutionair leider.

## Biografie
Juan Araneta werd geboren op 13 juli 1952 in Molo, tegenwoordig een district in de Filipijnse stad Iloilo City. Zijn ouders Romualdo Araneta en Agueda Torres vestigden zich niet lang na zijn geboorte in Bago in  Negros Occidental. Araneta volgde onderwijs aan de Ateneo Municipal de Manila en behaalde daar het diploma perito mercantil, vergelijkbaar met een bachelor-diploma commercie. Na het voltooiden van deze opleiding keerde hij terug in Negros Occidental waar hij werkte als zakenman. Ook werd hij in navolging van zijn vader gekozen tot burgemeester (capitan del pueblo) van Bago. 
Na de dood van zijn eerste vrouw in 1891 reisde hij af naar Europa. Daar verbleef hij gedurende 18 maanden in steden als Parijs, Londen en Madrid en in die tijd had hij ontmoetingen met leden van de Filipijnse Propoganda Movement, die vanuit Europa hervormingen in de Filipijnse kolonie bepleitten. Na terugkeer werd hij wegens zijn hervormingsgezinde gedachtegoed door de Spaanse fraters met wantrouwen bekeken. Zij kregen het voor elkaar dat het door Araneta en zijn zussen geërfde landgoed van hun overleden ouders werd afgepakt. Araneta verhuisde daarop met zijn familie naar een stuk land op de berghelling van Mount Kanlaon in Dinapalan. Daar startte hij een nieuw bedrijf. Hij begon een suikerfabriek waarvoor hij de machines uit Engeland liet overkomen. Ook liet hij regelmatig per schip andere nieuwe machines overkomen voor zijn bedrijf. 
Deze activiteiten zorgden bij de Spanjaarden voor nog meer wantrouwen en daarop werd hij in januari 1897 opgepakt voor vermeende betrokkenheid bij de Filipijnse revolutie. Nadat hij maandenlang was vastgehouden werd Araneta in oktober 1897 door de Spanjaarden vrijgelaten. Op 5 november 1898 kwam echter het nieuws dat de gevechten tussen het revolutionaire leger en de Spanjaarden opnieuw waren begonnen. Araneta leidde daarop een groep mannen gewapend met slechts 3 geweren naar Bacolod, waar de lokale autoriteiten werden overrompeld. Er werd vervolgens een soort lokale regering in Negros gevormd, waarbij Araneta werd aangesteld als minister van oorlog. Toen op 28 december 1898 de Amerikaanse troepen in Negros arriveerden adviseerde Araneta om niet met de Amerikanen in gevecht te gaan, zoals elders in het land wel gebeurde. Daarop kwam Negros uiteindelijk zonder bloedvergieten in Amerikaanse handen. In november 1899 werd de tijdelijk regering van Negros opgeheven.
Areneta concentreerde zich daarop weer op zijn zakelijke activiteiten. Zijn hacienda groeide uit tot een model-bedrijf van zo'n 3000 hectare groot. Op de Louisiana Purchase Exposition in 1904 won hij diverse gouden en zilveren medailles met de expositie van meer dan 1000 rijstvariëteiten, cacao, bonen, abaca, suikerriet en ander landbouwproducten. Hij richtte samen met enkele andere de Ma-ao Cugar Central op als concurrent voor de Amerikaanse suikerrietfabriek in Negros.
Araneta overleed in 1924 op 72-jarige leeftijd aan een hersenbloeding. Hij was van 1876 tot haar dood in 1891 getrouwd met Cristeta Sarmiento en kreeg met haar negen kinderen. Nadien trouwde Araneta met Natalia Salsalida. Met haar kreeg hij nog eens 13 kinderen. Voor zijn eerste huwelijk kreeg hij ook een zoon met Celedonia Diaz. Deze zoon, Emilio Diaz werd later rechter van het Court of First Instance. Verder had Araneta nog twee dochters met Juanita Camillarosa.